# Langelandia caucasica
Langelandia caucasica is een keversoort uit de familie somberkevers (Zopheridae). De wetenschappelijke naam van de soort werd in 1996 gepubliceerd door Nikolay Borisovich Nikitskiy.